# Buslijn 97/98 (Rotterdam-Krimpen)
Buslijn 97/98 is een buslijn in Rotterdam en verbindt het metrostation Capelsebrug met de buurgemeente Krimpen aan den IJssel waar vanaf de Van Ostadelaan een grote lus door de plaats wordt gereden. Hierbij rijdt lijn 97 tegen de klok in en lijn 98 met de klok mee. Lijn 97/98 wordt geëxploiteerd door de RET. De lijn is een zogenaamde 6-4-2 bus, wat inhoudt dat de lijn in de spitsuren ten minste elke tien minuten rijdt.

## Geschiedenis

### Lijn 23
De lijn vindt zijn oorsprong in de buslijn Gouda - Lekkerkerk - Krimpen aan de Lek - Krimpen aan den IJssel van de Fa. G. Stam & Co., h.o.d.n. Autobusonderneming "De IJssel". In Krimpen aan den IJssel kon worden overgestapt op een veerboot van N.V. Reederij op de Lek (R.o.d.L.) voor de richting Rotterdam.
In 1946 sloot de IJssel zich aan bij het samenwerkingsverband van enkele particuliere (bus)bedrijven dat onder de naam De Twee Provinciën actief was en waarvan Reederij op de Lek al deel van uitmaakte. In 1958 werd de IJssel ingelijfd door de Reederij op de Lek.
In 1958 bij de opening van de Algerabrug werd het mogelijk lijn 23 naar Rotterdam te verlengen via de Abram van Rijckevorselweg en de Oostzeedijk naar Station Rotterdam Centraal.
Later ging het traject naar Lekkerkerk over naar lijn 19 en 21 en werd lijn 23 veranderd in een interne stadslijn binnen Krimpen aan den IJssel en verbond de snelgroeiende plaats met het busstation, waar kon worden overgestapt voor Rotterdam.
Nadat Reederij op de Lek met drie andere bedrijven onder de paraplu van de Twee Provinciën door de NS waren overgenomen ging TP in 1974 op in Westnederland.
In 1975 werd lijn 23 omgezet in een volwaardige lijn die vanaf een eindpunt bij de Vijverflat via een ontsluitende route door geheel Krimpen naar het busstation reed, en dan rechtstreeks naar Rotterdam Centraal zodat op het busstation niet meer overgestapt hoefden te worden. De lijn groeide uit tot een drukke verbinding en kreeg na 1980 ook gelede bussen met een open instapregime met stempelautomaten.

### Lijn 98
In 1981 werd lijn 23 in het kader van het voorkomen van doublures met de RET vernummerd in lijn 98. In mei 1982 werden de meeste diensten vanuit Krimpen ingekort tot het metrostation Capelsebrug waar voor het centrum van Rotterdam kon worden overgestapt op de metro. Een deel van de diensten bleef echter wel doorrijden naar het Centraal Station in samenhang met een deel van de diensten van lijn 93 uit Capelle aan den IJssel. Op het traject tussen Krimpen en de Capelsebrug werd tot wel 12 maal per uur gereden, in de spitsrichting dan waarbij een groot deel van de bussen via de kortste route leeg terugreed naar het eindpunt. In de tegenspitsrichting werd veel minder gereden.
Na de komst van de zijtak van de metro naar Capelle aan den IJssel in mei 1994 werd lijn 93 opgeheven maar bleef lijn 98 ook naar het Centraal Station rijden omdat plannen voor een zijtak van de metro naar Krimpen nooit zijn uitgevoerd. Ook fuseerde WN tot ZWN.

### Lijn 97/98

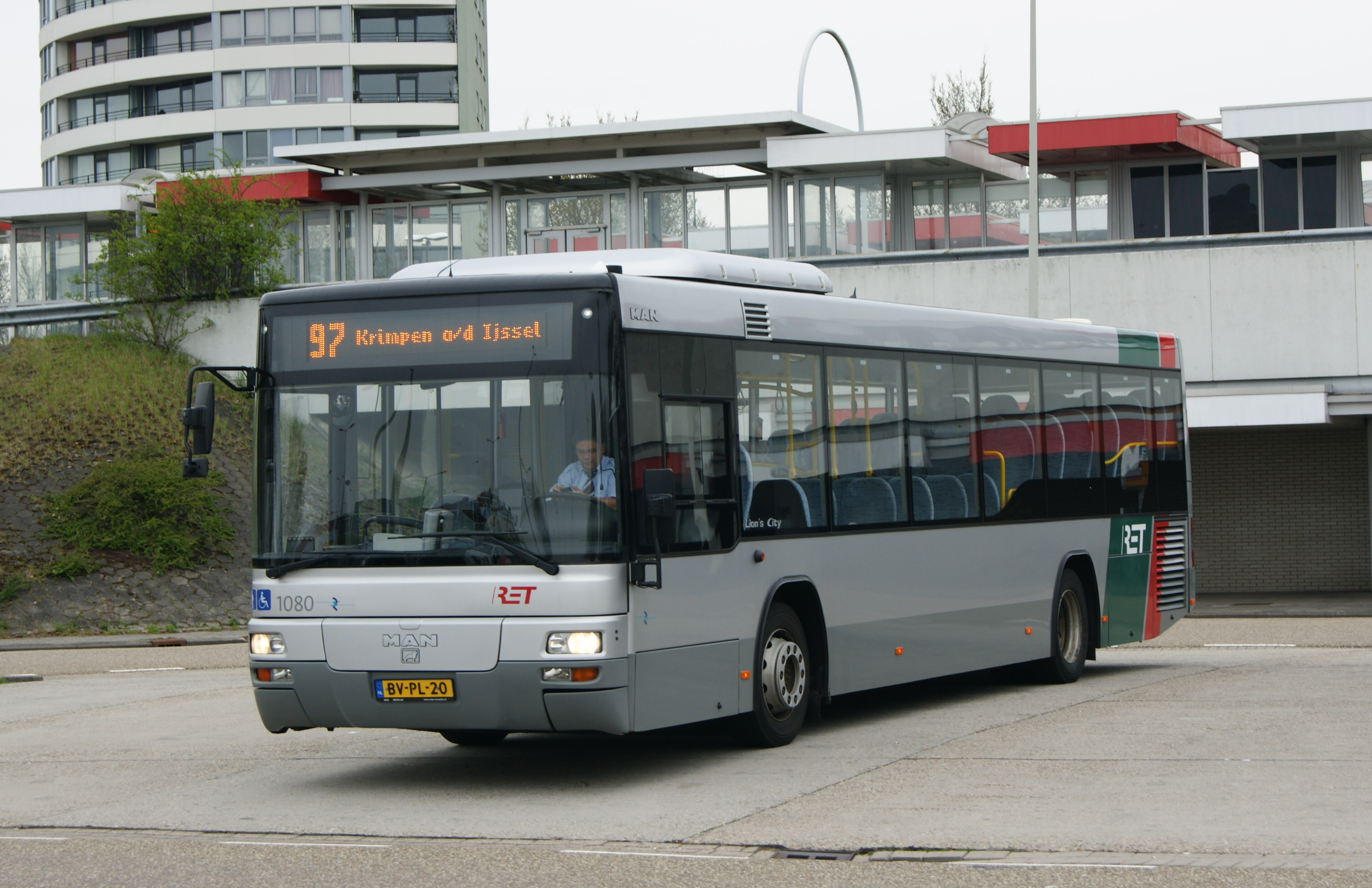
MAN bus 1080 in 2013 op lijn 97 bij Station Capelsebrug

Om de nieuwe wijk Lansingh-Zuid beter te ontsluiten werd midden jaren negentig lijn 98 vanaf de Vijverflat via de nieuwe wijk doorgetrokken naar het busstation waar echter niet opnieuw wordt gestopt en vandaar weer naar de Capelsebrug waardoor een ringlijn was ontstaan. Om verwarring te voorkomen werd de andere richting vernummerd in lijn 97 zodat de lijnen 97 en 98 elk tegen elkaar in een rondje door Krimpen rijden. Op de stille tijden rijden de lijnen om en om.
In mei 1999 ging ZWN op in Connexxion. Later werd de lijn door werkzaamheden rond het nieuwe Centraal Station ingekort tot de Honingerdijk waar kon worden overgestapt op RET tram 21. Door het verdwijnen van het oorspronkelijke gelede materieel van WN rond 2005 ontstond er een tekort aan gelede bussen en omdat Connexxion onvoldoende vervangende gelede bussen kon leveren verschenen er steeds meer standaardbussen die echter geen stempelautomaten hadden en er zodoende vaak vertraging ontstond omdat bij de chauffeur moest worden gestempeld en men niet door alle deuren mocht instappen, wat in de praktijk natuurlijk wel plaatsvond omdat de passagiers dat waren gewend en er bij aankomst van een metro op station Capelsebrug massa's wilden overstappen.
In december 2008 werd de concessie overgenomen door Qbuzz en verdwenen de gelede bussen en het open instapregime. Na korte tijd werden alle ritten ingekort tot station Capelsebrug en vervielen de ritten naar de Honingerdijk.
Sinds december 2012 werd de concessie Qbuzz en dus ook lijn 97/98 overgenomen door de RET waarmee de lijnen hun achtste exploitant kregen. De toen vier jaar oude bussen van Qbuzz werden overgenomen en maakten tot eind 2019 de dienst uit, waarna ze werden vervangen door nieuwere bussen. Soms wordt er een stadsbus van de RET ingezet. 